# San Jacinto (Jalisco)
San Jacinto es una localidad del estado mexicano de Jalisco. Es parte del municipio de Poncitlán.

## Toponimia
El nombre «San Jacinto» hace referencia al santo patrono de la localidad: Jacinto de Roma.

## Demografía
| Gráfica de evolución demográfica |
|                                  |

| Censo | Población |
| ----- | --------- |
| 1900  | 474       |
| 1910  | 514       |
| 1921  | 377       |
| 1930  | 299       |
| 1940  | 374       |
| 1950  | 480       |
| 1960  | 566       |
| 1970  | 628       |
| 1980  | 718       |
| 1990  | 1 127     |
| 2000  | 1 396     |
| 2010  | 1 717     |
| 2020  | 1 865     |